# Михайлівка (Бериславський район)
Миха́йлівка —  село в Україні, у Новоолександрівській сільській громаді Бериславського району Херсонської області. Населення становить 1020 осіб.
До села в рамках договору обміну територіями 1951 року було депортовано українське населення сіл колишнього Нижньоустрицького району Дрогобицької області. А також внаслідок побудови Каховського водосховища села такі як Леонтівка, Анастасіївка були затоплені та переселеді до с. Михайлівка та с. Золота Балка.

## Новітня Історія

### Російське вторгнення в Україну(2022)
З перших днів Російського вторгнення в Україну село було окуповано російськими військами.
3 жовтня 2022 року село було звільнено від російських загарбників.
Після звільнення перебуває під постійним вогнем російської армії
7 лютого 2023 року окупанти обстріляли село.
5 липня 2024 року по Михайлівці загарбники вдарили FPV-дроном та з артилерії.

## Археологія
В 1953 - 1956 роках проводились археологічні дослідження багатошарового Михайлівського поселення.
На багатошаровому поселенні біля села виявлено фрагменти — імпорти розписної кераміки трипільської культури. Етап трипільської культури СІІ.
1, с. 40.

## Населення
Згідно з переписом УРСР 1989 року чисельність наявного населення села становила 1271 особа, з яких 586 чоловіків та 685 жінок.
За переписом населення України 2001 року в селі мешкало 1209 осіб.

### Мова
Розподіл населення за рідною мовою за даними перепису 2001 року:
| Мова       | Кількість | Відсоток |
| ---------- | --------- | -------- |
| українська | 1187      | 98.18%   |
| російська  | 19        | 1.57%    |
| білоруська | 3         | 0.25%    |
| Усього     | 1209      | 100%     |